# Trichosalpinx echinata
Trichosalpinx echinata är en orkidéart som beskrevs av Carlyle August Luer och Alexander Charles Hirtz. Trichosalpinx echinata ingår i släktet Trichosalpinx och familjen orkidéer.
Artens utbredningsområde är Ecuador. Inga underarter finns listade i Catalogue of Life.